# Asclepias oenotheroides
Asclepias oenotheroides är en oleanderväxtart som beskrevs av Adelbert von Chamisso och Schltdl.. Asclepias oenotheroides ingår i släktet sidenörter, och familjen oleanderväxter. Inga underarter finns listade i Catalogue of Life.